# Maxton
Maxton é uma cidade  localizada no estado norte-americano de Carolina do Norte, no Condado de Robeson e Condado de Scotland.

## Demografia
Segundo o censo norte-americano de 2000, a sua população era de 2551 habitantes.
Em 2006, foi estimada uma população de 2664, um aumento de 113 (4.4%).

## Geografia
De acordo com o United States Census Bureau tem uma área de
5,8 km², dos quais 5,8 km² cobertos por terra e 0,0 km² cobertos por água. Maxton localiza-se a aproximadamente 50 m acima do nível do mar.

## Localidades na vizinhança
O diagrama seguinte representa as localidades num raio de 16 km ao redor de Maxton.